# Gabrijela Žalac

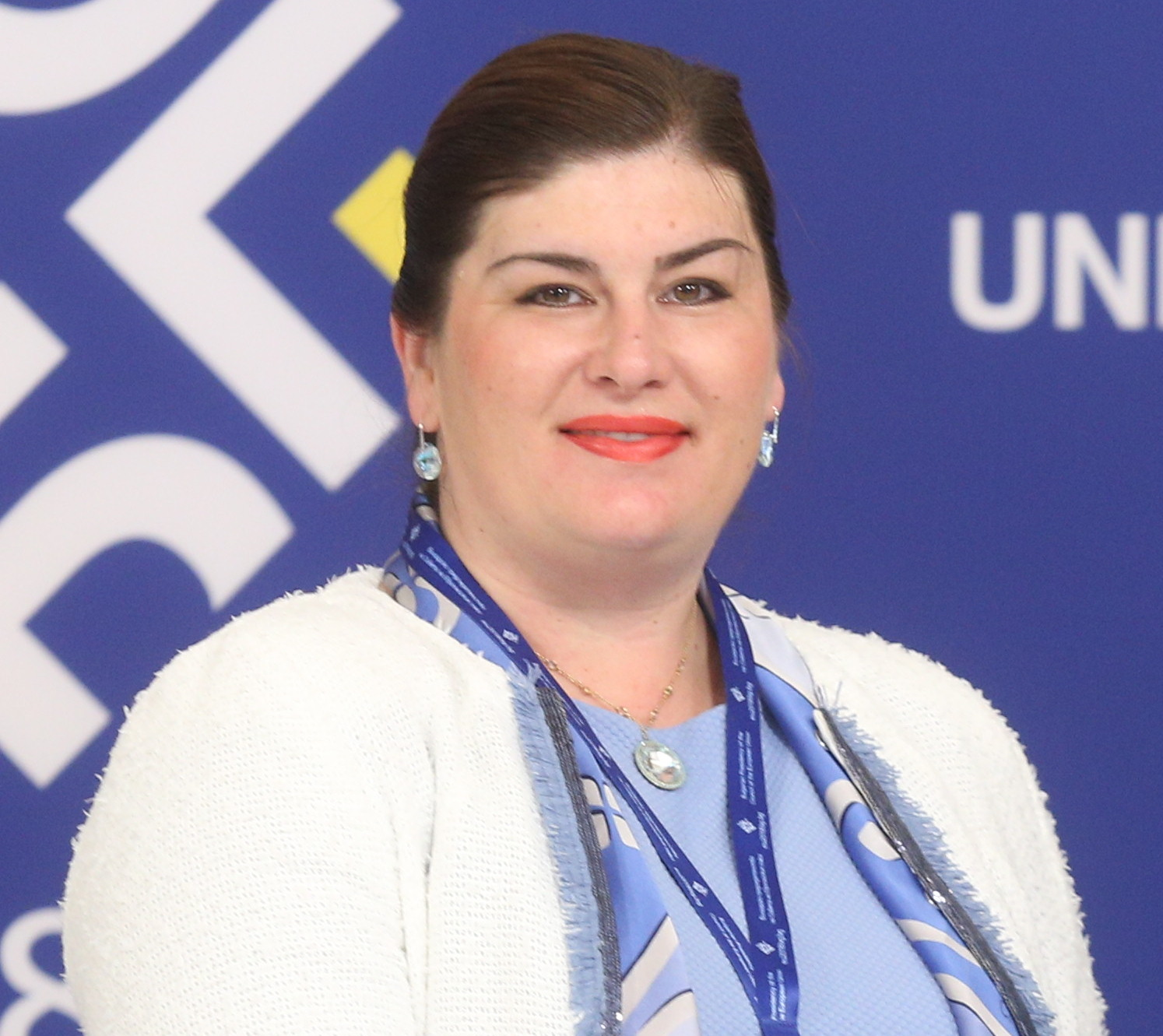
Gabrijela Žalac (2018)

Gabrijela Žalac (* 4. Februar 1979 in Vinkovci) ist eine kroatische Politikerin.

## Werdegang
Žalac studierte Wirtschaftswissenschaft an der Josip-Juraj-Strossmayer-Universität Osijek. Anschließend arbeitete sie auf kommunaler und regionaler Ebene in der Gespanschaft Vukovar-Syrmien. Nach der Wahl von Andrej Plenković zum Ministerpräsidenten im Oktober 2016 holte er sie als Ministerin für regionale Entwicklung und EU-Mittel in sein Kabinett. Im Zuge einer Regierungsumbildung im Juli 2019 wurde sie durch den bisherigen Minister für Arbeit und Rente Marko Pavić ersetzt.
2021 wurde Žalac als eine von vier Verdächtigen wegen Korruptionsvorwürfen verhaftet, sie sollen gemeinsam 1,8 Millionen Euro an EU-Geldern im Zusammenhang mit einem Softwarekauf veruntreut haben. Aufgrund ihrer Verbindung und bei Ermittlungen gefundenen Textnachrichten zu Josipa Rimac wurde sie 2022 angeklagt und 2023 vom Obersten Gerichtshof eine Entscheidung der Vorinstanz, die Nachrichten nicht als Beweise verwertbar zu sehen, revidiert. Daneben wurde sie 2023 mit Vorwürfen konfrontiert, EU-Gelder für Restaurantbesuche zweckfremd ausgegeben zu haben.